# Alchemilla changaica
Alchemilla changaica é uma espécie de rosácea do gênero Alchemilla, pertencente à família Rosaceae.